# ジュール・ビュイッサンス
ジュール・ビュイッサンス（Jules Buyssens、1872年 - 1958年）は、ベルギーのランドスケープアーキテクト。ベルギーの国民的庭園設計家でベルギーでの造園やランドスケープアーキテクチャを革新化した人物。門下にはブリュッセル王立美術館そばの「芸術の丘」の設計でも著名なルネ・ペシェール（Rene Pechere、1908-2002）がいる。ブリュッセル万国博覧会では会場ランドスケープを担当。 

## 代表作
代表作のひとつダヴィッド&アリス・ヴァン・ビューレン美術館(Musee David et Alice van Buuren)にあるアール・デコ様式の薔薇園（1924年）や英国式庭園が素晴らしく、同園ではペシェールによる『雅歌』に着想を得たラビリント（迷路、1968年）、ハートの庭（1969-70年）も追加されている。
第二次世界大戦前の期間にブリュッセル市内でビュイッサンスに設計された多くの有名なベルギーの公園や庭園が存在する。
その他は以下の通り。
レシー城公園
トゥルネー-ソルベイ公園のワーテルマール＝ボワフォール側エッジに ソワーニュの森鉄道線ブリュッセル-ナミュールに沿ってあるそれは、ブリュッセル首都圏で最も美しい公園に属し、地元の人々に知られている。彼はまたここに、古典的なバラ園を設計。 
庭で植物についてカタログが発行されている。そのデジャルダン・デ・カタログでは植物園を紹介し、アラカルトの構図装飾を施している。 
エラスムスの家「薬草園」と「哲学の庭」
市長の庭
ベルギー・モンス市庁舎の裏にある庭園。噴水の水を道行く人にひっかけようとする悪戯っ子をあらわした、ゴベール作の彫刻「ロピウールの噴水」がある。